# Laufwasserkraftwerke an der Töss

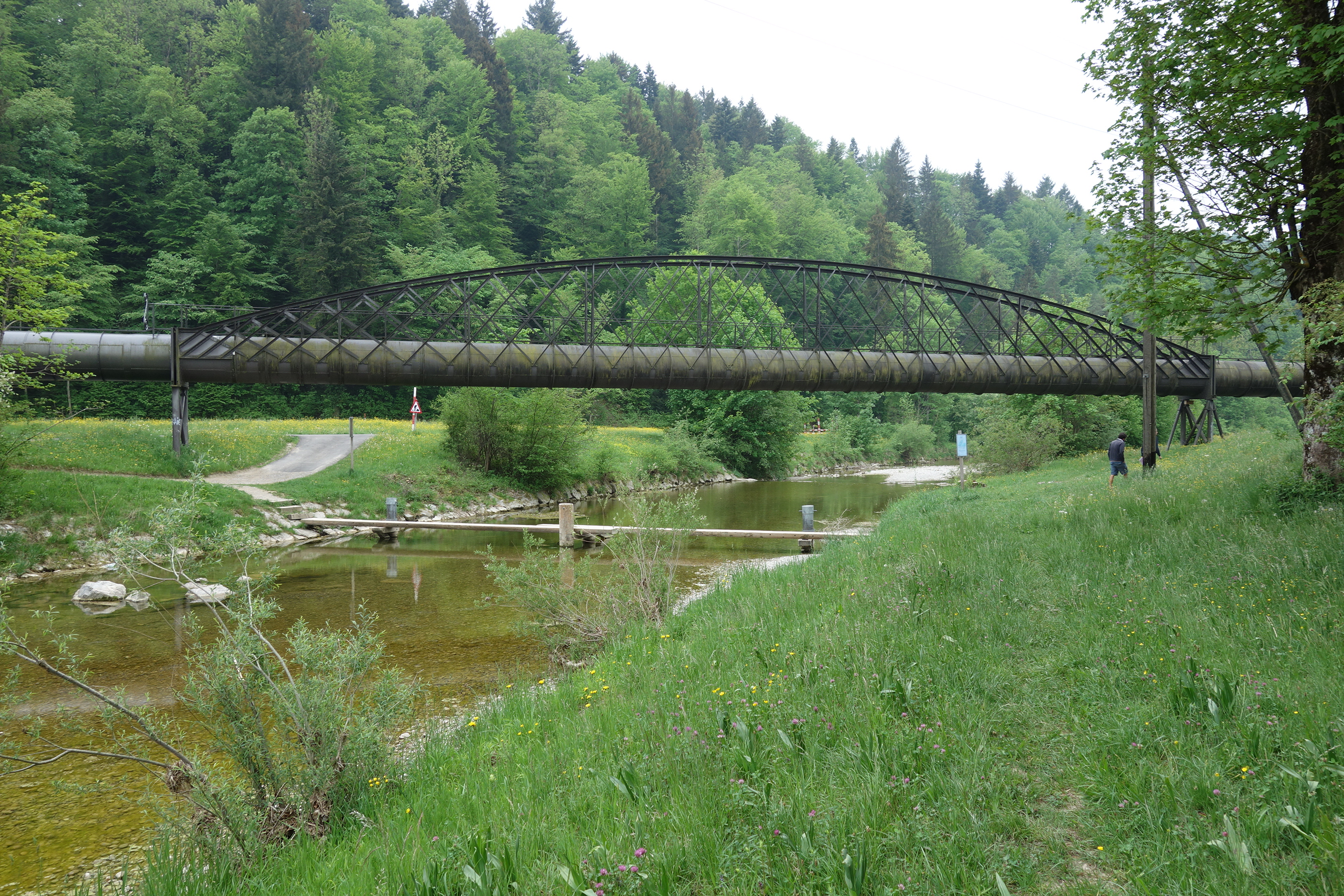
Rohrleitungsaquädukt mit Schwemmsteg bei Kollbrunn

Die Laufwasserkraftwerke an der Töss nutzten das Wasser der Töss von Bauma im Zürcher Oberland flussabwärts bis zur Mündung in den Rhein bei Tössegg fast durchgehend. Die mechanisierten Baumwollspinnereien an der Töss gehörten zu den ersten auf dem Kontinent.

## Industrialisierung
Ab 1800 führte die Mechanisierung der Baumwollindustrie zu einer starken Industrialisierung des ganzen Tösstals mit Fabrikkomplexen, die teilweise durch Kanalsysteme miteinander verbunden waren.
1802 wurde als erste die Spinnerei Hard in Winterthur-Wülflingen eröffnet. Im oberen Tösstal setzte die Mechanisierung 1817 mit der unteren Mühle Rikon, der ersten Spinnereifabrik ein. 1821 folgte die erste Spinnerei Heinrich Guyers bei der Mühle Bauma, 1824 die Spinnerei bei der oberen Mühle Rikon, 1824/1825 die Spinnerei Eskimo in Turbenthal, 1825 die obere Spinnerei Turbenthal sowie die Spinnerei Rämismühle und 1827 die Spinnerei Neuthal.
Die frühen Spinnereibetriebe übernahmen die Wasserrechte und Wasserleitungen älterer, ehehafter Mühlen, die keinen Wasserrechtszins zu leisten hatten.
Ursprünglich gab es zwischen Bauma und Sennhof 34 Wasserkraftanlagen: Bauma 12, Wila 5, Turbenthal 6, Rämismühle 1, Zell 2, Rikon 4, Kollbrunn 3 und Sennhof 2. Sie wurden mit Francis-, einigen Kaplanturbinen und wenigen Wasserrädern betrieben.
Zwischen 1980 und 2010 wurden die Spinnereien und Webereien in Steg, Bauma, Wila, Turbenthal, Rämismühle und Kollbrunn, Pfungen, Freienstein ZH sowie Rorbas stillgelegt. Als letzte stellte die Spinnerei Sennhof 2016 den Betrieb ein. Einige ihrer Wasserkraftanlagen wurden saniert und werden weiter betrieben.

## Oberes Tösstal
Die Töss entspringt am Tössstock und fliesst von Steg im Tösstal nach Bauma, an Juckern, Blitterswil, Saland und Tablat vorbei nach Wila, Turbenthal, Zell, Rikon und Kollbrunn, bevor sie nach Sennhof das Leisental (Linsental) und den Winterthurer Stadtteil Töss erreicht.
Ab Steg wurde die Töss und ihre Seitenbäche für industrielle Zwecke genutzt. Von Wila bis Leisental besteht ein einst gemeinsam genutztes Kanalsystem, der Tössgewerbekanal.
Legende: ID = Wasserrecht, Kat. = Bruttogefälle, Typ = Leistung in Megawatt
| ID | Foto |                 | Objekt                                              | Kat. | Typ | Standort                                | Beschreibung |
| -- | ---- | --------------- | --------------------------------------------------- | ---- | --- | --------------------------------------- | ------------ |
| 3  | ja   | Datei hochladen | Weberei Grünthal 1856–1988, Juckeren, Wasserschloss |      |     | Saland, Juckeren, Bauma 707381 / 249273 |              |

### Tössgewerbekanal
Der Tössgewerbekanal ist ein zwölf Kilometer langes Kanalsystem im oberen Tösstal zwischen Wila (Grundwasserweiher Blautopf 558 m ü. M., Seidenweberei Rosenberg), und Sennhof (Kyburgerbrücke Leisental 463 m ü. M.). Ursprünglich waren die Kraftwerke von 14 Fabriken mit einer Bruttoleistung von 2090 PS angeschlossen.
Die erste Quelle wurde am rechten Tössufer im Ifang in Turbenthal gefasst. Die Firma Ulrich Bühler AG durfte 1846 für ihre Sägen und Maschinenmesserfabrik in Turbenthal erstmals Tösswasser fassen (Wasserrecht Nr. 58). Die häufig ausgetrocknete Töss war der Grund, dass 1868 und 1877 von den Talflanken links der Töss Wasser in den Kanal eingeleitet wurde. In Wila wurde der Grundwasseraufstoss im Espi, der Hüttlibach und der Mülibach in einer hölzernen Dükerleitung unter der Töss durchgeführt. Die Eigentümer am Tössgewerbekanal erhielten 1884 die Bewilligung der Töss 500 Liter Wasser pro Sekunde zu entnehmen, 1920 wurden es 1000 Liter und 1948 1500 Liter.
Nach der Hochwasserkatastrophe von 1876 musste das Kanalsystem weitgehend erneuert werden. 1886 wurde das Wasser des Turbenthaler Katzenbachs dem Gewerbekanal zugeleitet. 1920 wurde die Gesellschaft der Wasserwerkbesitzer Turbenthal-Rämismühle gegründet (Wasserrecht Nr. 65). Die Wasserkraftanlagen sämtlicher Fabriken entlang der Töss nutzten das Wasser des Gewerbekanals nacheinander in ununterbrochener Folge: Der Unterwasserkanal einer Fabrik wurde nach wenigen 100 Metern zum Oberwasserkanal der nächsten Fabrik. In Rämismühle wurde das Wasser nach der Baumwollspinnerei Stahel in einer Syphonleitung unter der Töss auf das linke Ufer geleitet, wo es die Hornsagi antrieb und den Himmerichweiher spies.
Für den aufwändigen und teuren Kanalunterhalt suchten Kanton, Gemeinden und Wasserwerkbesitzer 1978 eine gemeinsame Lösung. Der intensivst genutzte Abschnitt von der Tösswasserfassung (Schwimmbad Turbenthal) bis zur Eskimo Textil (Hutzikon) des Tössgewerbekanals sollte erhalten bleiben und der Rest zugedeckt werden. Die Gemeinde Turbenthal hat ihre Anlage hinter dem Gemeindehaus (Wasserrecht Nr. 60, Boller-Winkler/Schlossberg) als betriebsfähiges Museum restauriert.
Der Kanal wird heute (2018) von vier Kraftwerkanlagen (Betreiber Spinnerei Bühler und Axpo) mit 1273 PS genutzt: Das Wasser wird an der Wehranlage im Schöntal (Kollbrunn) durch zwei Fassungen ausgeleitet und fliesst auf die Turbinenanlagen der oberen und unteren Spinnerei Kollbrunn (Wasserrechte Nr. 100 und 49). Der Oberwasserkanal führt seit 1877 mit einem Rohrleitungsaquädukt (erste Druckleitung der Gebrüder Sulzer) über die Töss. Von Kollbrunn aus wird das Wasser zur Spinnerei Sennhof und zum Kraftwerk Linsental (Wasserrechte Nr. 35 und 78) weiter geleitet. Ursprünglich wurde die Wasserkraft vom 700 m flussabwärts liegende Linsental mittels Seiltransmission zur Spinnerei Sennhof übertragen. Im Zusammenhang mit der Restwassersanierung und Produktionssteigerungsbauten (Kollbrunn) sollen die unbefristeten Konzessionen der Kraftwerkskette Schöntal-Kollbrunn-Sennhof bis 2043 befristet werden.

#### Wasserkraftanlagen am Tössgewerbekanal
Legende: ID = Wasserrecht (Nr. 65 gemeinsames Wasserrecht der Gesellschaft der WasserrechtsbesitzerTurbenthal-Rämismühle), Kat. = Bruttogefälle, Typ = Leistung in Megawatt.
| ID     | Foto |                 | Objekt                                                           | Kat.  | Typ   | Standort                                                         | Beschreibung |
| ------ | ---- | --------------- | ---------------------------------------------------------------- | ----- | ----- | ---------------------------------------------------------------- | ------------ |
| 58, 65 | ja   | Datei hochladen | Ulrich Bühler AG, Spinnerei Zollinger 1825                       | 3.96  | 0.023 | Gmeinwerch, Tösstalstrasse 140, Turbenthal 706149 / 254196       |              |
| 58, 65 | ja   | Datei hochladen | Boller Winkler AG 1867–1918, Mühle 17. Jh.                       | 4.23  | 0.025 | Müliweg 1, Turbenthal 706210 / 254836                            |              |
| 203    | ja   | Datei hochladen | Tössgewerbekanal                                                 |       |       | Chatzenbach, Turbenthal 706038 / 254856                          |              |
| 60, 65 | ja   | Datei hochladen | Spinnerei Boller Winkler 1872–1986, Turbinenhaus                 | 1.91  | 0.015 | Waidliwies, Bahnhofstrasse 7 bei, Turbenthal 706051 / 255061     |              |
| 61, 65 | ja   | Datei hochladen | Eskimo Textil, Spinnerei Johannes Wolf 1825                      | 2.71  | 0.023 | Hutzikon, Tösstalstrasse 48, Turbenthal 705953 / 255262          |              |
| 62, 65 | ja   | Datei hochladen | Boller Winkler AG Fridtal 1833–2007, Wasserkraftanlage           | 5.28  | 0.066 | Fridtal, Tösstalstrasse 14 bei, Turbenthal 705929 / 255284       |              |
| 88, 65 | ja   | Datei hochladen | Obere Spinnerei Rämismühle Boller Winkler 1860–1983              | 6.29  | 0.070 | Rämismühle 704528 / 255204                                       |              |
| 89, 65 | ja   | Datei hochladen | Spinnerei Stahel Rämismühle 1825–1983, Mühle 1271, Kraftzentrale | 5.35  | 0.075 | Alte Tösstalstrasse 46–56, Rämismühle 704276 / 255149            |              |
| 92     | ja   | Datei hochladen | Hydrometrische Messstation                                       |       |       | Töss-Rämismühle 703777 / 255601                                  |              |
| 92     | ja   | Datei hochladen | Stadt Winterthur, Stahel Hornsagi 1879–1977, Fallheberendschacht | 4.58  | 0.034 | Hornsäge, Rämismühle 703541 / 255716                             |              |
| 104    | ja   | Datei hochladen | Obere Spinnerei Rikon J.J. Höhn 1824–1947 und Himmerichweiher    |       |       | Neschwilerstrasse 19, Rikon 702482 / 255532                      |              |
| 142    | ja   | Datei hochladen | Metallwarenfabrik Kuhn, Spinnerei Bleuler 1817, Mühle 1274       | 9.64  | 0.181 | Mühleweg 11, Rikon 702219 / 255731                               |              |
| 144    | ja   | Datei hochladen | Spinnerei Schöntal 1851–1975, Wehranlage                         | 5.84  | 0.098 | Schöntal, Rikon 702139 / 256406                                  |              |
| 100    | ja   | Datei hochladen | Obere Spinnerei Hermann Bühler 1851–1975, Turbinenhaus           | 8.86  | 0.206 | Au, Kollbrunn 700995 / 256884                                    |              |
| 49     | ja   | Datei hochladen | Mittlere/Untere Spinnerei Eduard Bühler 1837–1994                | 9.46  | 0.37  | Töbeli, Tösstalstrasse 22–24, Kollbrunn 700359 / 257323          |              |
| 35     | ja   | Datei hochladen | Untere Spinnerei Hermann Bühler AG Sennhof 1859–2016             | 10.86 | 0.47  | Areal Hermann Bühler, Sennhof, Illnau-Effretikon 699316 / 258093 |              |
| 78     | ja   | Datei hochladen | Spinnerei Sennhof, Kraftwerk Linsental 1864                      | 7.46  | 0.20  | Areal Hermann Bühler, Kyburg, Illnau-Effretikon 698766 / 257644  |              |
| 80     | ja   | Datei hochladen | Rosenberg Wila                                                   | 46    | 0.005 | Rosenberg Wila 706002 / 253611                                   |              |

- Karte mit allen Koordinaten:
- OSM |
- WikiMap

### Wasserlehrpfad Töss 91
Zur Jubiläumsfeier 700 Jahre Eidgenossenschaft liessen die Gemeinden Bauma, Turbenthal, Wila, Wildberg, Winterthur, Zell und der Kanton Zürich 1991 den 15 km langen Wasserlehrpfad «Töss 91» erstellen. An wichtigen Standorten entlang des Wasserlehrpfad-Wanderwegs wurden Lehrtafeln aufgestellt, die zusammen mit einer Broschüre und einem Faltblatt einzelne Aspekte der Töss in hydrologischer, geologischer und wasserwirtschaftlicher Hinsicht beschreiben.

## Unteres Tösstal
Im unteren Tösstal durchfliesst die Töss die Winterthurer Quartiere Töss und Wülflingen und die Gemeinden Neftenbach, Pfungen, Dättlikon, Embrach, Rorbas und Freienstein-Teufen, wo sie bei der Tössegg in den Rhein mündet.
Im 13. Jahrhundert betrieb das Dominikanerinnenkloster in Töss an einer kurzen Flussableitung eine Mühle. In Etappen entstand ein Gewerbekanal mit vier Gefällsstufen für sieben Turbinen. Die Turbinen der Rieter Obertöss wurden in den 1990er Jahren stillgelegt. Später wurde der Betrieb zum Verkauf von Ökostrom wiederaufgenommen und die beiden Kaplanturbinen von 1934 revidiert. Die verbesserte Regelungstechnik leistet 100 und 170 Kilowatt. Im Rieter Kraftwerk Niedertöss wurde die Rieter-Drillingsturbine von 1914 samt dem alten Regler für den Weiterbetrieb saniert.
Die Wespi-Mühle am mittleren Wasserfall der Töss in Wülflingen ist das letzte intakt erhaltene Industrie-Ensemble mit Stauwehr, Kanal, Turbine, Transmissionsantrieb und vollständiger Müllereimaschinerie im Kanton Zürich. Die Wespimühle verfügte über bis zu neun Wasserrädern. Seit 1893 treibt die von der Maschinenfabrik Rieter in Winterthur erbaute Kesselturbine die Wespimühle an. Das Ökokraftwerk versorgt rund 40 Haushalte mit Ökostrom.
Das Wohn- und Fabrikgebäude und die Kanalbauten der Spinnerei Beugger, seit 1894 Klinik Schlosstal, wurden von 1818 bis 1819 erstellt. Anfänglich lieferte ein 40-PS-Wasserrad die motorische Kraft. 1875 wurde ein neues Turbinenhaus am rechten Tössufer erstellt, von dem eine 407 Meter lange Drahtseiltransmission zur Spinnerei führte. Der Unterwasserkanal der Wespimühle wurde als Oberwasserkanal um 332 Meter bis zum Turbinenhaus verlängert. Der 543 Meter lange Ablaufkanal führte mittels Düker unter der Eulach durch und rund 60 Meter oberhalb des Hardwehrs in die Töss.
Die Spinnerei Hard ist die erste Fabrik und maschinelle Spinnerei auf dem Kontinent. Sie wurde 1801–1802 am westlichen Rand von Wülflingen an der Töss errichtet. Das Kleinwasserkraftwerk Hard ist seit 2002 «naturemade star» zertifiziert. Die 2015 erneuerte Kraftanlage versorgt 725 Haushalte mit Ökostrom.
Das Kleinkraftwerk Pfungen der toesStrom AG liegt am Ende eines Taleinschnittes, den sich der Fluss Töss zwischen Pfungen und Freienstein gegraben hat. 1853 wurde bei diesem natürlichen Tössabsturz ein rund drei Meter hohes festes Wehr errichtet, das den Kanal zum Kraftwerk der Decken- und Tuchfabrik AG Pfungen und den Cholschwärziweiher speiste. Zusammen mit dem Neubau des Wehrs wurde das Kleinkraftwerk Pfungen vom Kanton Zürich erstellt. Es nahm 1994 den Betrieb auf und gehört heute dem EKZ.
1854 wurde die Wollfabrik Ernst, zu der eine Karderei, eine Spinnerei, eine Weberei und eine Walkerei gehörten, eröffnet. 1900 entstanden die Schweizerischen Decken- und Tuchfabriken Pfungen-Turbenthal durch die Fusion der Wollfabrik Ernst mit einer Deckenfabrik in Turbenthal (später Eskimo AG). Nachdem der Betrieb des zweistufigen Kraftwerks von 1854 eingestellt worden war, kaufte der Kanton Zürich das Wasserrecht 1977 zurück.
Bei der Baumwollspinnerei Blumer Biedermann in Freienstein wurde 1918 eine Schnellläuferturbine der Escher Wyss AG mit 264 PS installiert. 1856 wurde die Firma um eine Buntweberei erweitert. Für die Produktion der etwa 400 Webstühle wurde eine eigene Giesserei gebaut. 1889 wurden die Spinnerei Jakobstal in Bülach und die Spinnerei Oberhöri dazugekauft. In der Blütezeit beschäftigte Blumer fast 1000 Mitarbeitende. Im Januar 1945 erhielt die Firma den Namen Blumer Söhne + Cie AG. Die Spinnerei wurde 1990 geschlossen und das Kraftwerk stillgelegt. Das Kraftwerk von 1832 wird seit 2004 als Kraftwerk Freienstein beim Tösswehr weiter geführt und versorgt mit seiner Kaplanturbine 400 Haushalte mit Ökostrom.
Von 1835 bis 1845 kaufte der «Spinnereikönig» Kunz weitere Spinnereien in Adliswil, Linthal, Rorbas und Kemptthal (Spinnerei Oberkempttal). 1912 wurden schliesslich alle ehemaligen Betriebe von Kunz, das waren die Spinnereien in Linthal, Windisch, Rorbas und Adliswil, an die deutsche Textilgruppe W. Wolf & Söhne verkauft.
Legende: ID = Wasserrecht, Kat. = Bruttogefälle, Typ = Leistung in Megawatt.
| ID  | Foto |                 | Objekt                                                                                    | Kat.  | Typ   | Standort                    | Beschreibung |
| --- | ---- | --------------- | ----------------------------------------------------------------------------------------- | ----- | ----- | --------------------------- | ------------ |
| 56  | ja   | Datei hochladen | Wasserkraftanlage Rieter Obertöss 1934/2007                                               |       | 0.27  | Obertöss 695423 / 260317    |              |
| 57  | ja   | Datei hochladen | Wasserkraftanlage Rieter Niedertöss 1914/2006                                             |       | 0.15  | Niedertöss 695261 / 261261  |              |
| 82a | ja   | Datei hochladen | Wespi-Mühle 1428–2010, Kraftwerk 1893                                                     | 6.4   | 0.093 | Wülflingen 693816 / 262383  |              |
| 87  | ja   | Datei hochladen | Spinnerei Beugger, Turbinenhaus                                                           | 3.0   | 0.044 | Wülflingen 693811 / 262853  |              |
| 86  | ja   | Datei hochladen | Spinnerei Hard 1802–1924, Kraftwerk 1845/2015                                             | 11.06 | 0.58  | Wülflingen 693188 / 263720  |              |
| 260 | ja   | Datei hochladen | Kraftwerk Pfungen 1994                                                                    | 5.88  | 0.35  | Pfungen 690549 / 264104     |              |
| 44  | ja   | Datei hochladen | Schweizerische Decken- und Tuchfabrik 1854, Eskimo Textil                                 | 3     |       | Pfungen 690282 / 263845     |              |
| 205 | ja   | Datei hochladen | Spinnerei Blumer Biedermann 1835–1990, Wasserkraftanlage 1832, Kraftwerk Freienstein 2004 | 6.9   | 0.60  | Freienstein 686491 / 264836 |              |
| 76  | ja   | Datei hochladen | Spinnerei Kunz Rorbas 1840–1996, Wasserkraftanlage 1837                                   |       |       | Rorbas 685785 / 265453      |              |